# خانه برناردا آلبا
خانهٔ برناردا آلبا (به اسپانیایی: La casa de Bernarda Alba، به انگلیسی: The House of Bernarda Alba) یک نمایش‌نامه از فدریکو گارسیا لورکا، نمایش‌نامه‌نویس اسپانیایی است. مفسران اغلب این اثر به همراه دو اثر عروسی خون و یرما را سه‌گانهٔ روستایی نام‌گذاری کرده‌اند. لورکا آن را در طرح خود برای «سه‌گانهٔ زمین اسپانیایی» (که تا زمان کشته شدنش ناتمام ماند) در نظر نگرفته بود. لورکا این نمایشنامه را در عنوان فرعی‌اش «درام زنان در روستاهای اسپانیا» توصیف کرده‌است.
بر اساس این نمایش‌نامه چند فیلم ساخته شده‌است.

## به فارسی
نجف دریابندری، احمد شاملو، محمود کیانوش، و فانوس بهادروند هر یک ترجمه‌ای به فارسی از این نمایشنامه دارند.

## اجرا در ایران
این نمایش در آذر ۱۳۹۷ به کارگردانی علی رفیعی و تهیه‌کنندگی ستاره اسکندری در تالار وحدت تهران به اجرا درآمد. این اجرای ۲ ساعت و ۱۵ دقیقه‌ای برای ۹۰ شب (آذر، دی و بهمن) ادامه داشت. در این نمایش علی رفیعی از متن ترجمه‌شده‌ی احمد شاملو استفاده کرده بود.

### عوامل اجرای تهران
عوامل اجرای تهران نمایش «خانه برناردا آلبا» به شرح زیر هستند:
طراح و کارگردان: علی رفیعی
دراماتورژ: محمد چرمشیر
تهیه کننده: ستاره اسکندری
سرمایه‌گذار: ایران نمایش
گروه کارگردانی: حمید پورآذری، مهرداد ضیایی، زمان وفاجویی
بازیگران: رویا تیموریان، مریم سعادت، مائده طهماسبی،محیا دهقانی
این نما،یش از تاریخ ۲۱ فروردین‌ماه ۱۴۰۱ و به طراحی و کارگردان حامد معمار طهرانی در مشهد به روی صحنه رفت.
```
    
" خانه‌ی برناردا آلبا "
```

```
نویسنده | فدریکو گارسیا لورکا

مترجم | احمد شاملو  
```

  طراح/کارگردان | حامد معمار طهرانی  

فروردین و اردیبهشت ۱۴۰۱ | ساعت ۲۱ | زمان اجرا | ۷۵ دقیقه     آدرس | بین هاشمیه ۲۰ و ۲۲ - حوزه هنری - تماشاخانه اشراق  
  بازیگران     شکیبا فرزانه/ تارا درخشانی / گیتی میری / حمیده کارگر / فائزه نوروزی / گلبرگ ظهیری / نسیم خیری / کیمیا شاهسونی  
خلاصه نمایش :: برناردا پس از فوت همسرش هشت سال انزوا را بر دخترانش تحمیل می کند و دختر کوچک او...
دستیاران کارگردان | فرزان فرزادی / احمدرضا رضایی
مدیر اجرایی | محمد رضا معمار طهرانی
ویلنسل | سحر مغانی
طراح لباس / صحنه | مونا انتخابی
دوخت لباس | هلیا هاشمی
طراح نور / طراح و مجری تصاویر / طراح پوستر و بروشور | حامد معمار طهرانی
اجرای نور | سینا سالاری
عکس | هما روحبخش / هستی کمیلی
ساخت تیزر | استودیو 19/2
لوگو موشن / تیزر | ساسان امیری رضویان
مدیر روابط بین الملل | زهرا بخش‌پور
مدیر روابط عمومی  | کیمیا شاهسونی
منشی صحنه | الهام لشگری فر
  گروه تئاتر خورشید  
آدرس: مشهد، بلوار هاشمیه، بین هاشمیه ۲۰ و ۲۲، تماشاخانه اشراق